# Georg-Stuhr Christiansen
Georg-Stuhr Christiansen (* 21. Oktober 1914 in Flensburg; † 14. Juni 1997 in Krusau) war ein deutscher Seeoffizier, zuletzt Korvettenkapitän der Kriegsmarine.

## Leben
Georg-Stuhr Christiansen war ein Sohn eines Kaufmanns und trat am 8. April 1934 in die Reichsmarine ein. Er kam für eine erste infanteristische Ausbildung in die 2. Kompanie der II. Schiffsstammdivision der Ostsee. Mitte des Jahres kam er für die praktische Bordausbildung erst auf das Segelschulschiff Gorch Fock und dann ab Ende September 1934 auf den Leichten Kreuzer Emden. Von Ende Juni 1935 bis Mitte Februar 1936 war er für ein Fähnrichslehrgang an der Marineschule Flensburg-Mürwik. Im Februar 1936 folgte ein Navigationsbelehrungsfahrt auf dem Dampfer Hecht. Ab Ende März 1936 war er dann für einen Artillerielehrgang an der Schiffsartillerieschule und ging dann erst von Anfang Juni 1936 zur weiteren Ausbildung an die Torpedoschule und dann ab Ende Juli 1936 an die Marine-Nachrichtenschule. Es folgten Kurse an der Sperrschule und eine erneute infanteristische Ausbildung. Am 10. Oktober 1936 ging er als Fähnrich zur See (Beförderung am 1. Juli 1935) auf das Torpedoboot Tiger. Es folgten weitere Kommandierungen, u. a. als Wachoffizier.
Ab Oktober 1938 diente er als Schnellbootkommandant in der 1. Schnellboot-Flottille. Er wurde mit der Indienststellung Mitte Juli 1939 einziger Kommandant des Schnellbootes S 23. Mit diesem versenkte er u. a. im Mai 1940 erst den französischen Zerstörer Jaguar und dann den französischen Zerstörer Sirocco. Mitte Juli 1940 musste S 23 nach einem Minentreffer in der Nordsee selbst versenkt werden. Er übernahm das Kommando über S 18. Nach einigen Erfolgen; Versenkung von britischen Frachtern; mit dem Schnellboot gab er das Kommando Anfang September 1941 ab. Als Oberleutnant zur See wurde er Ende November 1940 Kommandant des neu in Dienst gestellten Schnellbootes S 101, welches in der Folge bei der 1. Schnellboot-Flottille eingesetzt wurde. Am 8. Mai 1941 erhielt Christiansen u. a. für seinen Einsatz bei dem Unternehmen Weserübung das Ritterkreuz des Eisernen Kreuzes verliehen.
Von Anfang November 1941 bis Juli 1942 war er als Kapitänleutnant Chef der neu aufgestellten 8. Schnellboot-Flottille, welche im Juli 1942 aufgelöst und später erneut aufgestellt wurde. Diese Norwegen-Flottille lag im Raum der Kola-Bucht.
Von August 1942 an führte er für ein Jahr als Chef die 1. Schnellboot-Flottille und wurde in dieser Position am 1. März 1943 zum Korvettenkapitän befördert. Die Flottille war im Schwarzen Meer stationiert und konnte dort u. a. während des Unternehmens Blücher erhebliche Erfolge verzeichnen. Am 13. November 1943 erhielt er mit der Verleihung des Eichenlaubes und damit auch als vierter von nur acht Soldaten der Kriegsmarine das Schnellboot-Kriegsabzeichen mit Brillanten.
Von September 1943 bis zum Kriegsende war er dann Zweiter Admiralstabsoffizier beim Führer der Torpedoboote.